# Henri Touchon
Henri Touchon (1823 - 1895), was een Zwitsers politicus.
Henri Touchon was lid van de Radicale Partij van Neuchâtel (Parti Radical Neuchâtelois). Hij was ook lid van de Staatsraad van het kanton Neuchâtel.
Henri Touchon was van 1865 tot 1866 en van 1872 tot 1873 voorzitter van de Staatsraad (dat wil zeggen regeringsleider) van het kanton Neuchâtel.